# Мудсвінґер

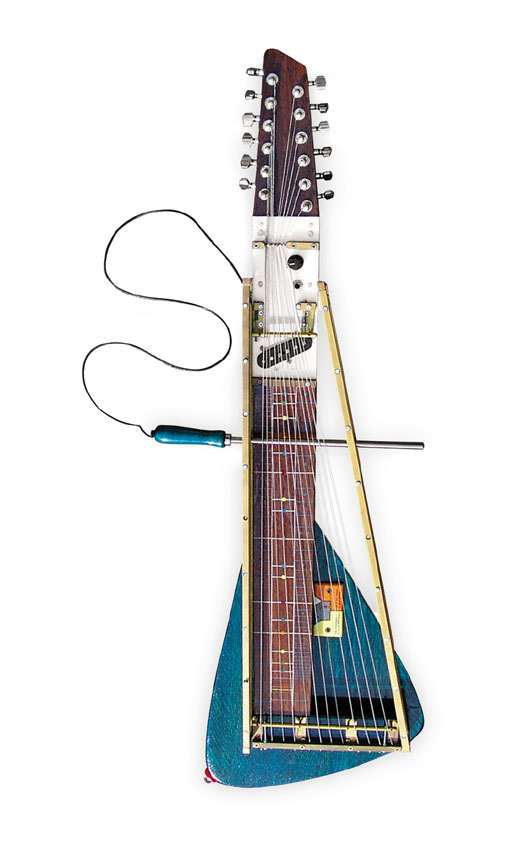
Моодсвінґер, Юрій Ландман, 2006

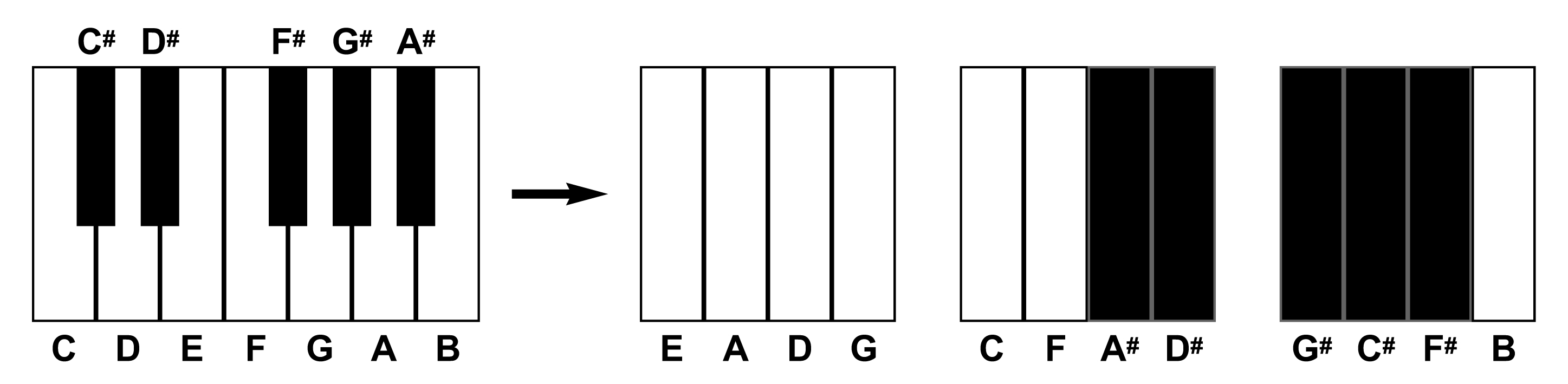

Мудсвінґер (англ. moodswinger) — струнний музичний інструмент, що використовується практично в усіх музичних стилях через якість звуку та великі можливості у звуковій обробці.
Найпоширенішими є шестиструнні гітари, стрій якої відповідає строю класичної — E-A-D-G-C-F-A#-D#-G#-C#-F#-B (Квінтове коло)